# Vieilles Coques de Concarneau
Les Vieilles Coques de Concarneau est le rassemblement de vieux gréements le plus ancien de bateaux dédié au patrimoine maritime.
Depuis 1975, de nombreux passionnés se donnent rendez-vous dans l'arrière-port de Concarneau, lors d'un week-end de juillet.

## Édition 2024
Le rassemblement a eu lieu le week-end du 6-7 juillet 2024. De  nombreux voiliers présents proposent un embarquement 
Quelques bateaux de label Bateau d'intérêt patrimonial :
- Belle de Vilaine, sloop de 1994,  France
- Corentin, lougre de 1991,  France
- Kurun  Classé MH (1993), cotre de 1948,  France
- La Grande Hermine, yawl de 1932,  France
- Milpat, ancien langoustier de 1962,  France
- Minahouet II  Classé MH (2010), cotre à tapecul de 1912,  France
- Phoenix, goélette de 1929,  France
- Saint-Michel II, cotre de 2011,  France